# 화둥

화둥(華東) 지방

화둥(화동, 華東, 중국어 간체자: 华东, 정체자: 華東, 병음: Huádōng)은 중국의 6대 중국지리대구(中國地理大區)의 하나로서 동부 지방이다.
행정구역상으로 산둥성(山東省), 상하이 시(上海市), 안후이성(安徽省), 장쑤성(江蘇省), 장시성(江西省), 저장성(浙江省), 푸젠성(福建省), 대만 성(臺灣省)이 포함된다.
중화인민공화국 정부는 타이완(臺灣)까지 화둥에 포함시키지만, 타이완은 현재 중화민국의 영토이므로 일반적으로는 제외된다.